# Sigurðarkviða hin skamma

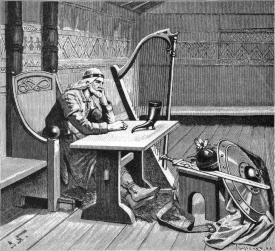
Gunnarr tiene que escoger entre matar a Sigurd o perder a su esposa Brynhildr.

Sigurðarkviða hin skamma o el Canto breve de Sigurd es un antiguo poema nórdico de la Edda poética. Es uno de los más largos de su tipo y su nombre se debe a que había un Sigurðarkviða más largo, del cualsolo sobrevive el fragmento Brot af Sigurðarkviðu.
Según Henry Adams Bellows, el poema fue compuesto sobre todo para una "intensa y vívida caracterización" y no para contar una historia con la cual la mayoría del público ya estaba familiarizado. Bellows advierte que en ese sentido es más cercano la tradición germana (que se encuentra en el Nibelungenlied) que en la escandinava, pues el tema de Sigurd existía en variadas y variadas en Europa del Norte hacia 1100, cuando probablemente fue compuesto el poema.